# 공학윤리
공학윤리(Engineering Ethics)는 공학에서의 윤리를 일컫는 말이다.
윤리적인 행위는 윤리적으로 올바른 행위이며 윤리(학)는 윤리적으로 올바른 행위의 이유를 말하거나 정당화하는데 관심을 가진다. 윤리(학)는 세 가지 의미로 이해할 수 있고 과학기술자를 위한 공학윤리도 그렇게 이해할 수 있다.
- 첫째, 윤리학은 연구 영역을 가리킨다. 윤리적인 가치를 이해하고 윤리적인 쟁점을 해결하며 윤리적인 판단을 정당화하는 활동이다. 또한 이런 활동을 연구하는 분과이다. 이런 윤리적인 가치, 쟁점, 판단은 인간의 행위가 중심이 되는 다양한 영역에서 중요하다. 공학 등 과학기술의 영역에서 인간의 활동이 윤리적 가치, 쟁점, 판단의 대상이 되는 것은 분명하다. 이 영역에서 윤리(학)를 다음과 같이 정의할 수 있다. 과학기술의 활동에서 비롯된 사건이나 사실의 윤리적인 가치를 이해하고 도덕적 쟁점을 해소하며 윤리적인 판단을 정당화하는 것이다. 또한 그런 도덕적가치, 쟁점, 결정을 연구하는 분야이다.
- 둘째, 윤리는 단체나 개인들이 승인한 도덕성에 관한 믿음이나 태도이다. 미국의 경우에 과학기술자들이 준수해야 할 다양한 공학윤리 강령들이 있다. 이들 윤리 강령은 도덕성에 관한 믿음이나 태도의 사례이다.
- 셋째, 윤리는 "도덕적으로 옳다." 또는 "도덕적으로 정당화되었다."는 개념과 동의어이다. 이들 개념에 따르면 공학 분야를 위한 윤리는 의무, 권리에 관련된 정당화된 윤리 원리들의 집합이다. 이들 윤리 원리가 과학기술의 영역에 적용될 때 이 영역에 참여한 사람들에 의해 그 원리들은 승인되어야 한다. 이들 원리를 해명하고 그것들을 구체적 상황에 적용하는 것이 공학윤리의 중심 목표이다.[1]